# Le Signe du caducée
Le Signe du caducée (titre original : A Song of Sixpence) est un roman britannique de A. J. Cronin publié en 1964.

## Résumé
Le récit se déroule en Écosse et aborde les thèmes chers à Cronin : l'enfance, l'amour, la religion et la médecine.